# King Albert Park (stacja metra)
King Albert Park – stacja Mass Rapid Transit (MRT) w Singapurze, która jest częścią Downtown Line. Została otwarta 27 grudnia 2015. Stacja znajduje się w Bukit Timah, na zachodnim krańcu Bukit Timah Road.